# عبد الرضا علوان المياح
عبد الرضا أكبر علوان المياح (بالإنجليزية: A.-R. A. Alwan)‏ هو عالم نبات عراقي.

## مؤلفات
- النباتات المائية في العراق, الناشر:مركز دراسات الخليج العربي, جامعة البصرة 1983
- النباتات الطبية والتداوي بالأعشاب, الناشر مركز عبادي للدراسات والنشر 2001
- بالإنكليزية Combretaceae (الفصيلة القمبريطية) مع كلايف أنطوني ستاس, الناشر Bronx, NY : Published for the Organization for Flora Neotropica by the New York Botanical Garden Press, 2010
- بالإنكليزية The taxonomy of Terminalia (Combretaceae) and related genera (تصنيف جنس الهليلج والأجناس المرتبطة به), الناشر University of Leicester, 1983.
- بالإنكليزية Combretaceae : Terminalia and Buchenavia (القمبريطية:الهليلج والبوشنوية) مع كلايف أنطوني ستاس, الناشر:New York botanical garden press, impr. 2011.